# Pyglet
Pyglet est un module pour le langage de programmation Python qui fournit une API orientée objet pour créer des jeux et des applications multimédias,.
Pyglet fonctionne sur Microsoft Windows, macOS, et Linux. C'est un logiciel libre (Publié sous la licence BSD) qui a été créé par Alex Holkner.

## Caractéristiques
Pyglet est entièrement écrit en Python. Les modes fenêtré et plein écran sont pris en charge, ainsi que plusieurs moniteurs. Les fichiers image, vidéo et audio dans une variété de formats peuvent être lus sans bibliothèques supplémentaires, avec des fonctionnalités supplémentaires fournies par le plugin AVbin en option, qui utilise le package Libav pour fournir la prise en charge des formats audio tels que MP3 , Ogg / Vorbis et Windows Media Audio , et des formats vidéo tels que DivX , MPEG-2 , H.264 , WMV et XviD,.
Affichage et formatage de textes
- Riche formatage de texte (gras, italique, souligné, changement de la couleur du texte, changement de la couleur de l'arrière-plan, indentation, listes) avec pyglet.text.formats
- Mise en page intégrée pour l'édition de texte.
- Insertion de symboles avec pyglet.text.caret.Caret
- Gestion de l'HTML avec pyglet.text.layout.IncrementalTextLayout

Travail sur les images et les sprites
- Traitement et affichage rapide des images
- Sprites intégrés avec pyglet.sprite
- Support des images animées *.gif

Graphismes
- Shaders d'OpenGL supportés
- Formes basiques intégrées (Rectangles, cercles, triangles) avec pyglet.shapes
- Affichage en lots avec pyglet.graphics.Batch
- Affichage de modèles 3d

Événements et fichiers systèmes
- Gestion des ressources avec pyglet.resource
- Horloge pour le traitement des événements et du temps avec pyglet.clock.Clock
- Événements  Windows avec pyglet.window.Window
- Répartition des événements avec pyglet.event.EventDispatcher
- Gestion du contexte

Les sprites, les mises en pages de texte et les fonctions de texte sont implémentés. Les listes à plusieurs niveaux sont supportées et peuvent être créées en utilisant du HTML. Les différentes sections  des document affichés peuvent avoir des styles différents. Un curseur intégré fournit un support pour l'édition de texte, resemblant beaucoup aux curseurs des interfaces utilisateurs.

## Exemple
```
from
 
pyglet.window
 
import
 
Window

from
 
pyglet.app
 
import
 
run

window
 
=
 
Window
(
caption
=
"Hello world!"
,
 
width
=
640
,
 
height
=
480
)

run
()

```

Dans cet exemple, les deux premières lignes importent les modules nécessaires de pyglet, la ligne 4 crée une fenêtre et la ligne 6 fait appel à Pyglet pour actionner la boucle d'événements de la fenêtre. Bien qu'optionnel, il est possible de définir un taux de mise à jour (en images par seconde).

## Crédits
- (en) Cet article est partiellement ou en totalité issu de l’article de Wikipédia en anglais intitulé « Pyglet » (voir la liste des auteurs).
- (uk) Cet article est partiellement ou en totalité issu de l’article de Wikipédia en ukrainien intitulé « Pyglet » (voir la liste des auteurs).